# Urgleptes borikensis
Urgleptes borikensis es una especie de escarabajo longicornio del género Urgleptes, tribu Acanthocinini, subfamilia Lamiinae. Fue descrita científicamente por Micheli y Micheli en 2004.

## Descripción
Mide 2,7-4,5 milímetros de longitud.

## Distribución
Se distribuye por Puerto Rico.